# Cédula de identidad (Brasil)

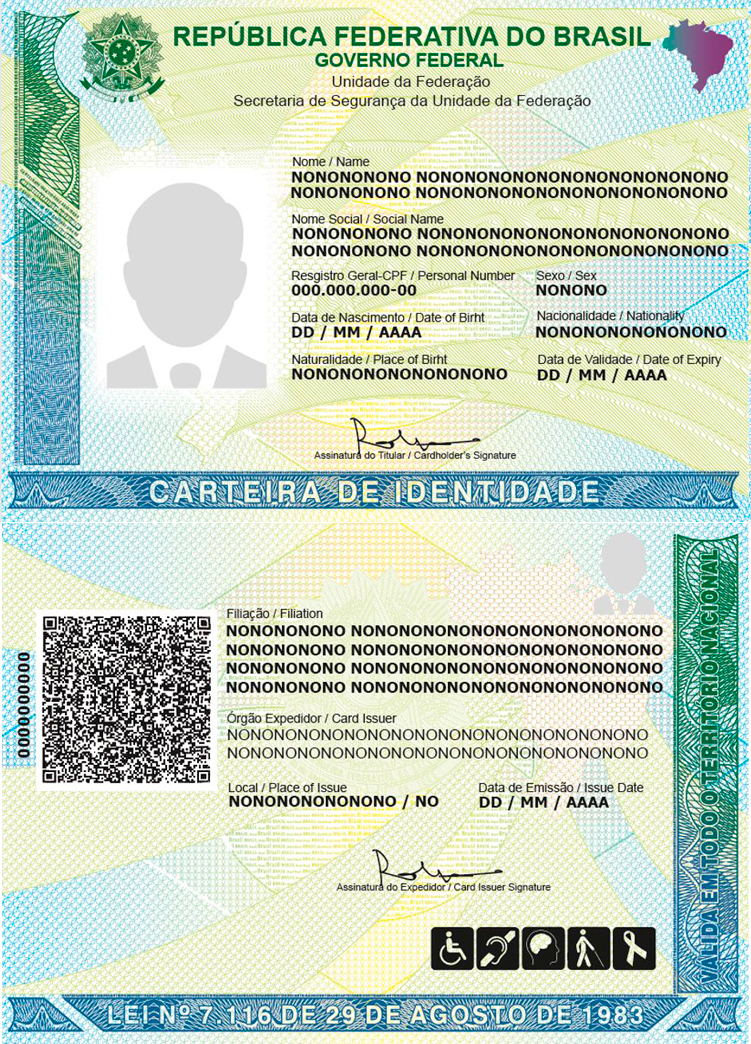
Modelo de cédula de identidad (en papel moneda) emitida por las unidades federativas.

La Cédula de Identidad, también conocida como Cédula de identidade o RG (registro general), es el documento nacional de identificación civil en Brasil. Los datos que constan en este documento varían de acuerdo con el órgano responsable de su emisión, pero usualmente contiene el nombre del portador, filiación, lugar de nacimiento, fecha de nacimiento, además de contener otros datos que identifican a su titular y la fecha y lugar de emisión del documento.
Su emisión es de responsabilidad de los gobiernos de las unidades federativas, sin embargo, la cédula de identidad tiene validez en todo el territorio nacional. Es interesante notar que no existe restricción legal a la solicitud de otra papeleta en otra federación, basta con ir al reparto expedidor, llevando la documentación necesaria, y solicitarlo. Así es posible que el ciudadano tenga más de un documento de identidad de unidades federativas diferentes con numeraciones diferentes, todos totalmente válidos en todo el país.
Los documentos necesarios para solicitar la emisión de este documento depender del estado civil del solicitante. Para solteros, se solicita el certificado de nacimiento original (o copia autenticada por notario). Para casados, se solicita el certificado de matrimonio original (o copia autenticada por notario). Para ciudadanos naturalizados brasileños, se solicita el certificado de naturalización emitido por el Departamento de Extranjeros del Ministerio de Justicia. Para todos los casos, se solicitan tres fotos en el formato 3 por 4 centímetros. En ciertos puestos de emisión del documento en determinadas unidades federativas, no se hace necesaria la presentación de fotos, pues la foto se toma en el momento de la emisión.
La Ley N.º 7.116, de 23 de agosto de 1983, firmada por el presidente João Baptista Figueiredo, aseguró la validez nacional de las Carteras de Identidad y reguló su expedición, estando escrita en la parte inferior de la parte trasera del RG.
Desde 2008, los ciudadanos brasileños pueden utilizar el RG en lugar del pasaporte para viajar en los países miembros del Mercosur. Para ello, el documento debe contener foto actual y, si no lo tiene, puede ser solicitado otro documento de identificación, también con foto.

## Estado legal
Una tarjeta de identidad es comúnmente requerida para actividades como la obtención de licencia de conducir, apertura de cuenta bancaria, compra o venta de inmuebles, financiación de deudas, candidatura a un empleo, testimonio ante el tribunal y entrada en algunos edificios públicos. La policía puede pedir que vea la carnet de identidad de cualquier persona que esté detenida, presa o siendo registrada.
No hay penalidad por no tener una tarjeta de identidad u otro documento de identificación válido, pero la policía tiene el derecho de escoltar a una persona encontrada sin una para una comisaría de policía para una búsqueda de registros policiales electrónicos y una verificación de antecedentes penales.

### Documentos de identidad sustitutos
Diversos otros documentos son aceptables en lugar de la cédula de identidad, incluyendo una licencia de conducir emitida por la unidad federativa, pasaporte, carnet de identidad profesional emitida por un sindicato, carnet de identidad militar, carnet de identidad de funcionario público o registro de trabajador. La licencia de conducir real contiene los números de RG y CPF, y puede reemplazar ambos.
Todos los documentos aceptados en lugar de un certificado de identidad expedido por una unidad federativa incluyen una referencia al número de RG de la unidad federativa que emitió la tarjeta de identidad. Un ID emitido por la unidad federativa es necesario para obtener un pasaporte, cartera profesional, licencia de conducir o cualquier otro tipo de identificación sustitutiva. Una vez que un individuo está registrado en un RG, puede usar un documento sustituto para registrarse en cualquier unidad federativa de Brasil.

### No ciudadanos (extranjeros)
Desde 1938, extranjeros que viven en Brasil pueden solicitar un carnet de identidad a través del Registro Nacional de Extranjeros. Estas identificaciones especiales son de color salmón y son emitidas exclusivamente por la Policía Federal de Brasil.

### Ciudadanos portugueses
Dado que el Decreto N.º 70 391 1972, ciudadanos portugueses que se benefician del estatuto de igualdad de derechos y deberes son elegibles para las tarjetas de identidad brasileñas regulares.

## Cédula de Identidad como documento de viaje
Para viajar fuera de Brasil o retornar al país, los brasileños requieren documentos de identidad o documentos de viaje para transitar y pasar los controles migratorios en aeropuertos o fronteras terrestres; sin embargo hay países a los que los brasileños pueden viajar solo con la cédula, sin la necesidad de portar el Pasaporte brasileño o  Visa de Viaje, gracias a acuerdos internacionales.
Brasil es un Miembro asociado de la Comunidad Andina y un Miembro fundador del Mercosur, por lo que los ciudadanos brasileños pueden ingresar a los países miembros de estos acuerdos solo con la presentación de su cédula, así mismo los ciudadanos de los países miembros pueden ingresar a Brasil solo con la presentación de su respectivo Documento de identidad; además Argentina y Brasil son los únicos países del cono sur que permiten el ingreso de ciudadanos venezolanos sin visa, así mismo los argentinos y brasileños, pueden ingresar a Venezuela por principio de reciprocidad:
| Comunidad Andina | Documentos de viaje permitidos                            | Mercosur  | Documentos de viaje permitidos                                |
| Bolivia          | Cédula de identidad boliviana Pasaporte boliviano         | Argentina | Documento nacional de identidad argentino Pasaporte argentino |
| Colombia         | Cédula de ciudadanía colombiana Pasaporte colombiano      | Bolivia   | Cédula de identidad boliviana Pasaporte boliviano             |
| Ecuador          | Cédula de ciudadanía ecuatoriana Pasaporte ecuatoriano    | Brasil    | Carteira de Identidade brasileña Pasaporte brasileño          |
| Perú             | Documento nacional de identidad peruano Pasaporte peruano | Chile     | Cédula de identidad chilena Pasaporte chileno                 |
|                  |                                                           | Colombia  | Cédula de ciudadanía colombiana Pasaporte colombiano          |
|                  |                                                           | Ecuador   | Cédula de ciudadanía ecuatoriana Pasaporte ecuatoriano        |
|                  |                                                           | Paraguay  | Cédula de identificación civil paraguaya Pasaporte paraguayo  |
|                  |                                                           | Perú      | Documento nacional de identidad peruano Pasaporte peruano     |
|                  |                                                           | Uruguay   | Cédula de identidad uruguaya Pasaporte uruguayo               |
|                  |                                                           | Venezuela | Cédula de identidad venezolana Pasaporte venezolano           |